# K-marknaden
K-marknaden, senare enbart K-marknad, var en butikskedja inom flera konsumentföreningar i Sverige som fanns 1979–2005.
K-marknaden utvecklades först inom Konsumentföreningen Solidar i Skåne. Butikerna skulle storleks- och utbudsmässigt ligga mellan dåtidens Konsum och Domus. De skulle även ha en lågprisprofil med lägre servicegrad och lägre priser på 200 varor som ofta köptes.
De första K-marknaderna öppnade på Parkgatan i Malmö samt i Åstorp och Sjöbo av Solidar och i Genarp av Genarpsortens konsumtionsförening. Under 1979 öppnade Solidar K-marknader i rask takt antingen genom nyetablering eller omställning och vid utgången av 1979 hade föreningen 22 affärer inom konceptet. Därefter stannade utrullningen av och först den 27 augusti 1981 öppnade föreningens 23:e K-marknad i Oxie.
K-marknadskonceptet spreds senare under 1980-talet till Kristianstad-Blekinge konsumentförening, Konsum Väst och Konsum Uppsala. Konsum Västs första K-marknad öppnade i Alingsås i april 1983.
Konceptet K-marknad avvecklades i de flesta områden under 1990-talet. Det blev dock kvar ett tag till hos Kristianstad-Blekinge konsumentförening som först i januari 2005 meddelade att föreningens K-marknader skulle skyltas om till Konsum. K-marknader fanns då i Olofström, Sölvesborg, Ronneby, Osby och Åhus.
När Solidar först lanserade K-marknaden använde man en logotyp skriven med det skylttypsnitt som använts för Konsum och Domus sedan mitten på 1960-talet. När andra föreningar införde K-marknader användes en helt annan logotyp utan koppling till KF:s grafiska profil.